# 性器クラミジア感染症
性器クラミジア感染症（せいきクラミジアかんせんしょう）は、クラミジア・トラコマチス(Chlamydia trachomatis)の一種により生じる性感染症 (STD)。性器クラミジアでは男性では尿道に膿みや性器の痒みや痛みを生じるものの、5割無症状又は軽度で感染を拡大させることがある。女性ではおりものが増えたり、性器から異臭がするくらいで8割は本人的に無症状に感じることもあり無自覚で感染させる。咽喉への感染（喉クラミジア）では、喉が痛くなり痰が増えたりするが無症状の場合もある。クラミジアは無症状や苦痛が淋病など他の性病に比べると軽いために治療せずに放置する者もいるが、男女とも不妊、男性は排尿痛や膿又は尿道分泌液、女性は子宮頸管炎、子宮内膜症の原因となったりする。性病で最も感染者が多く、二番目に多く症状が似ているが重いことで知られる淋病と並び、知名度のある性感染症である。感染経路は、キス、コンドームを用いないオーラルセックス又はアナルセックスを含む互いの粘膜が触れる性行為の他、クラミジアに感染している母親からの母子感染もある。治療にはクラミジアに有効な抗生物質を、駆除に必要な量、日数で用いられる。2012年から日本でも検査が可能になったため、知名度は低いが、クラミジア又は淋病と似た症状なのに陰性の場合は、クラミジアと判別困難であるマイコプラズマ又はウレアプラズマ（性器又はのどに感染し、潜伏期間は1〜5週間）の可能性が高い。こちらも放っておくと悪化、炎症を起こし、不妊の原因にもなる。また、トリコモナス感染症も性器クラミジア感染症の鑑別としては重要である。

## 疫学
日本国内
2007年には、女子高校生の13.1%、男子高校生では6.7%が感染しているとの報告があり10代の若者への感染の蔓延が懸念されている。更に、2013年10月から2014年3月までに全国の産科施設を受診した妊婦32万5771例を対象とした検査によれば、2.4%が感染していたと報告されている。
- 19歳以下：15.3%、20 - 24歳：7.3%、25 - 29歳：2.2%、30 - 34歳：1.2%、35 - 39歳：0.8%、40歳以上：0.9%

この感染率は欧米と比べて高く、先進諸国のなかで最も感染が拡大している可能性が指摘されている。
米国で2008 - 2010年に医師がクラミジア検査が必要であると判断した妊婦約60万例の結果では、
- 19歳以下：9.6%、20 - 24歳：5.2%、25 - 29歳：1.8%、30 - 34歳：0.9%、35 - 39歳：0.6%

とされており、各年齢層共に日本の感染率が高い。また、都道府県によるバラツキが大きい事が報告されている。しかし、大流行とも言える状態にあるも関わらず、公衆衛生行政が積極的な関心を示していない事に危機感を示す医師もいる。

## 原因
クラミジアの1種であるクラミジア・トラコマチス(CT)が尿路や性器に感染することで起こる。なお、性器クラミジア感染症を引き起こすのはCTのうちのD - K型であり、A - C型とL型は別の疾患を引き起こす。

## 感染経路
性交・オーラルセックス・キスなどにより粘膜に感染する。感染部位は咽頭、尿道（男性のみ）、膣内（女性のみ）、直腸。相手が咽頭感染している場合通常の口づけでは感染する可能性は低いが、ディープキスの場合は感染率が高くなる。極めて稀だが、洋式便座、公衆浴場、タオル等を介して感染することもある。

## 症状
感染後数週間で発症するが、約80%は無症状とされる。男性の場合は、尿道から透明な膿が出る。痛みを伴う場合もある。女性の場合はおりものが増える事があるが、自覚症状は乏しい。喉頭感染では喉が痛くなり痰が増えたりするが、無症状の場合もある。
治療せずに放置しておくと、クラミジアが体内深部に進行し、男性の場合は尿道経由で前立腺炎・副睾丸炎（精巣上体炎）・肝炎・腎炎になる事がある。女性の場合は急性腹膜炎、子宮頸管炎・子宮内膜炎･卵管炎になり、進行すると骨盤腹膜炎になったり肝周囲炎(Fitz-Hugh-Curtis症候群)や卵巣炎を引き起こし、子宮外妊娠（卵管妊娠）や不妊の原因となる事もある。また産道感染により、新生児が結膜炎・肺炎を発症することがある。また絨毛膜羊膜炎をおこし流産、早産の原因ともなる。更に、クラミジアに感染していると、他の性感染症やHIVの感染率が飛躍的に高くなるとされている。
女性の不妊だけでなく男性の不妊との関連性も指摘されている。

## 診断
男性の場合は泌尿器科・性病科、女性の場合は産婦人科・性病科を受診。咽頭感染の場合は耳鼻咽喉科。性器感染の場合は患部から体液を採取、もしくは採尿し、クラミジアの有無を調べる。
クラミジア性の尿道炎と、マイコプラズマやウレアプラズマが原因となる非クラミジア性かつ非淋菌性の尿道炎との症状の差はみられないため、症状による鑑別は困難であり検査により容易となる。
検査には病院のほか、検査キットが販売されている。保健所が無料で行っている場合がある。こうした無料の検査は月に1～2度である。

## 治療
日本の2016年のガイドラインよる説明では、クラミジアではマクロライド系のアジスロマイシンやニューキノロン系やテトラサイクリン系の抗菌薬が用いられる。咽喉のクラミジアでは性器への感染に準じる。
アジスロマイシンでは1グラム単回の服用でよく、他の薬では継続して服用する。症状は数日でなくなる事が多いが完全に死滅していない事があるので、指示通り服用が必要となる。薬に耐性のある耐性菌も増加している。途中でやめた場合ぶり返したり、菌が薬剤に対して耐性を持ってしまい症状が悪化したり、治りにくくなることがあるためである。また、オーラルセックスによるが咽頭感染例が10%とする報告もあり、耳鼻咽喉科との連携が必要と指摘されている。

## 予防
性感染症である本病は禁欲が根本的な予防策である。とりわけ不特定多数との性行為の自粛である（確率的にその中に感染者が含まれているため）。コンドームの着用である程度予防することができるが100%ではなく、口から口へ、口から性器へという場合などが考えられる。

## 関連法規
- 感染症の予防及び感染症の患者に対する医療に関する法律（感染症法） 5類感染症